# UWC México 20
UWC México 20: Legacy fue un evento de artes marciales mixtas producido por Ultimate Warrior Challenge México, que se llevó a cabo el 24 de agosto de 2019 en el Auditorio Municipal de Tijuana, Baja California, México.

## Antecedentes
El evento marcó el regreso de UWC después de cuatro años de inactividad, desde UWC México 14 en junio de 2015.